# Quentalia pallida
Quentalia pallida är en fjärilsart som beskrevs av J. Peter Maassen 1890. Quentalia pallida ingår i släktet Quentalia och familjen silkesspinnare. Inga underarter finns listade.